# Pleurodesis
Pleurodesis (pleur(á) gr. cient. ‘pleura’ + -o- gr. + désis gr. ‘unión’, ‘fijación’) es la fusión pleural que se produce como consecuencia de procesos inflamatorios o tumorales de la pleura.

## Acto quirúrgico
Se realiza una operación quirúrgica que consiste en la abrasión de la superficie pleural o en el depósito de un compuesto irritante estéril en la cavidad pleural (por ejemplo: talco), para producir la adherencia y fusión de las pleuras visceral y parietal, y conseguir cerrar la cavidad formada entre ambas. 

## Indicaciones
Se usa para tratar el neumotórax recidivante, el quilotórax y el derrame pleural maligno.